# Supercoppa polacca 2013 (pallavolo femminile)
La Supercoppa polacca di pallavolo femminile 2013 si è svolta il 29 settembre 2013: al torneo hanno partecipato due squadre di club polacche e la vittoria finale è andata per la seconda volta al Miejski Klub Siatkarski.

## Regolamento
Le squadre hanno disputato una gara unica, inserita all'interno di un torneo amichevole precampionato.

## Squadre partecipanti
| Squadra          | Qualificazione                           | Ultima partecipazione   |
| ---------------- | ---------------------------------------- | ----------------------- |
| Atom Trefl Sopot | Vincitrice Liga Siatkówki Kobiet 2012-13 | Supercoppa polacca 2012 |
| Dąbrowa Górnicza | Vincitrice Coppa di Polonia 2012-13      | Supercoppa polacca 2012 |

## Torneo
| 29 settembre 2013 ?, Szamotuły Durata: ? - Spettatori: ? | Dąbrowa Górnicza | 3 - 0 | Atom Trefl Sopot | 25-19, 25-23, 25-15 |